# Stabat Mater (Dvořák)
La cantata religiosa Stabat Mater (Op. 58, originariamente Op. 28 B.71) per voci soliste (soprano, contralto, tenore e basso), coro e orchestra è un'opera del compositore boemo Antonín Dvořák, scritta fra il 19 febbraio e il 7 maggio 1876, appartenente alla forma musicale dello Stabat Mater.

## Storia
La composizione della cantata è stata la reazione di Dvořák alla morte di sua figlia Josefa. Lo spartito fu dedicato a František Hušpauer "come un souvenir per l'amico dei suoi giorni giovani". Tuttavia, Dvořák fu costretto a rinviare l'orchestrazione dei lavori, per ottemperare ad alcuni suoi obblighi. Si ridedicò a questa composizione nel 1877, quando due dei suoi figli morirono a distanza di poco tempo. La versione definitiva della composizione fu redatta fra l'inizio di ottobre e il 13 novembre 1877 a Praga.
Stabat Mater è il primo lavoro di Dvořák di tema religioso. È diviso in dieci parti ciascuna autonoma; solo la prima e l'ultima parte sono connesse tematicamente.
La prima esecuzione fu il 23 dicembre 1880 al concerto della Jednota umělců hudebních (Associazione degli Artisti nella Musica) a Praga. La eseguì l'ensemble del České prozatímní divadlo (Teatro Provisionale ceco), diretta da Adolf Čech, con solisti Eleanora Ehrenberg, Betty Fibich, Antonín Vávra e Karel Čech. Il compositore Leoš Janáček diresse quest'opera un anno e mezzo dopo, il 2 aprile 1882, a Brno. Poi fu eseguita a Budapest e poco dopo in tutto il mondo. Fu invitato a Londra nel 1884 dove la diresse al Royal Albert Hall con un organico impressionante (più di 800 coristi) contribuendo ampiamente al riconoscimento del valore delle sue opere in Gran Bretagna.
La cantata fu pubblicata dalla casa editrice tedesca N. Simrock in 1881. In quell'occasione Dvořák cambiò anche il numero di opus.

## Struttura
La composizione consiste di dieci parti:
- 1. Quartetto, Coro. Andante con moto (Stabat Mater dolorosa)
- 2. Quartetto. Andante sostenuto (Quis est homo, qui non fleret)
- 3. Coro. Andante con moto (Eja, Mater, fons amoris)
- 4. Basso solo, Coro. Largo (Fac, ut ardeat cor meum)
- 5. Coro. Andante con moto, quasi allegretto (Tui nati vulnerati)
- 6. Tenore solo, Coro. Andante con moto (Fac me vere tecum flere)
- 7. Coro. Largo (Virgo virginum praeclara)
- 8. Duo. Larghetto (Fac, ut portem Christi mortem)
- 9. Alto solo. Andante maestoso (Inflammatus et accensus)
- 10.Quartetto, Coro. Andante con moto (Quando corpus morietur)

Il primo movimento è un'estesa forma-sonata in stile sinfonico.  Si apre con una lunga introduzione orchestrale, poi ripetuta con il coro.  In contrasto è introdotto un secondo tema dai solisti.  Una sezione di sviluppo riporta poi al tema iniziale.
L'ultimo movimento richiama i temi iniziali dell'opera, ma li riprende nel modo maggiore per una trionfante fuga di considerabile complessità per l'Amen.
La cantata è scritta per un'orchestra di: 2 flauti, 2 oboi, corno inglese, 2 clarinetti in la, 2 fagotti, 4 corni (due in Fa, due in re), 2 trombe, 3 tromboni, tuba, timpani, organo e archi. L'organo ha una parte indipendente che accompagna la parte femminile del coro nel quarto movimento, e non viene utilizzato in altro modo.
I soli sono scritti per soprano, tenore, contralto, basso, accompagnati dal coro SATB.
La durata approssimativa della composizione è di 85 minuti.

## Discografia essenziale
- Stabat Mater, Staatskapelle Dresde and Chor der der Sächsischen Staatsoper Dresden, Giuseppe Sinopoli
- Stabat Mater, Czech Philharmonic, Wolfgang Sawallisch
- Stabat Mater, Czech Philharmonic, Václav Smetáček
- Stabat Mater, Symfonický orchestr hl. m. Prahy, Jiří Bělohlávek
- Stabat Mater, Czech Philharmonic, Václav Talich
- Stabat Mater, Atlanta Symphony Orchestra and Chorus, Robert Shaw. (Nominato per due Grammy Awards.)